# Pilea punctata
Pilea punctata là loài thực vật có hoa trong họ Tầm ma. Loài này được (Kunth) Wedd. miêu tả khoa học đầu tiên năm 1852.